# 中田町 (岡崎市)
中田町（なかだちょう）は、愛知県岡崎市の町名である。岡崎地区に位置する。丁番を持たない単独町名であり、小字は設置されていない。

## 地理
岡崎市の南部に位置し西を羽根ガード、南を県道48号、東を県道483号北を岡崎市道に囲まれている。7つの番地が置かれている。

### 河川
- 占部川

### 番地
- 1
- 2
- 3
- 4
- 5
- 6
- 7

## 世帯数と人口
2019年（令和元年）5月1日現在の世帯数と人口は以下の通りである。
| 町丁   | 世帯数 | 人口  |
| ------ | ------ | ----- |
| 中田町 | 68世帯 | 180人 |

### 人口の変遷
国勢調査による人口の推移
| 2000年（平成12年） | 216人 | [ 6 ] |  |
| 2005年（平成17年） | 198人 | [ 7 ] |  |
| 2010年（平成22年） | 184人 | [ 8 ] |  |
| 2015年（平成27年） | 174人 | [ 9 ] |  |

## 小・中学校の学区
市立小・中学校に通う場合、学区は以下の通りとなる。
| 番・番地等 | 小学校             | 中学校           |
| ---------- | ------------------ | ---------------- |
| 全域       | 岡崎市立城南小学校 | 岡崎市立南中学校 |

## 歴史
額田郡戸崎村の一部を前身とする。

### 沿革
- 1980年（昭和55年）3月18日 - 岡崎都市計画南部土地区画整理事業により戸崎町、羽根町、六名町の各一部が独立し、中田町となった[1]。

## 施設
- 岡崎市消防本部 東消防署南分署
- 葵セントラル病院
- PCデポ 岡崎羽根店

## 交通

### 鉄道
- JR東海道本線
  - 羽根ガード
- 愛知環状鉄道・愛知環状鉄道線
  - 羽根ガード

### 道路
- 愛知県道48号岡崎刈谷線（竜南メーンロード）
- 愛知県道483号岡崎幸田線（電車通り）

## その他

### 日本郵便
- 郵便番号 : 444-0836[4]（集配局：岡崎郵便局[11]）。

## 参考資料
- 「角川日本地名大辞典」編纂委員会 編『角川日本地名大辞典 23 愛知県』角川書店、1989年3月8日。ISBN 4-04-001230-5。
- 有限会社平凡社地方資料センター 編『日本歴史地名体系第23巻 愛知県の地名』平凡社、1981年。ISBN 4-582-49023-9。